# فيصل العنزي (لاعب كرة قدم كويتي)
فيصل مبارك عايد العنزي ، لاعب كرة قدم كويتي. يلعب مع نادي السالمية.

## روابط خارجية
- فيصل العنزي على موقع قاعدة بيانات كرة القدم.إي يو (الإنجليزية)
- فيصل العنزي على موقع ناشيونال فوتبول تيمز (الإنجليزية)
- فيصل العنزي على موقع Soccerway.com (الإنجليزية)
- فيصل العنزي على موقع كووورة